# Adiadococinesia
La Adiadococinesia (viene de adiadoxos, que significa "sin sucesión") en términos médicos refiere a la incapacidad de efectuar movimientos opuestos rápidos y de forma repetitiva; es la falta de coordinación de los movimientos corporales. 
Las personas con adiadococinesia tienen problemas para mover, por ejemplo las palmas de las manos hacia arriba y hacia abajo sucesivamente. Este tipo de ataxia (pérdida de la coordinación), es un signo clínico, no una enfermedad.
Las razones por las que se presentan pueden ser variadas; las afecciones a las que anteceden principalmente se relacionan con el cerebelo, centro de coordinación del cerebro.